# Ctenochira quebecensis
Ctenochira quebecensis är en stekelart som först beskrevs av Léon Abel Provancher 1874.  Ctenochira quebecensis ingår i släktet Ctenochira och familjen brokparasitsteklar. Inga underarter finns listade i Catalogue of Life.